# Qviding FIF
Der Qviding FIF ist ein schwedischer Fußballverein in Göteborg.

## Geschichte
Der Verein wurde im Jahr 1987 gegründet, wobei sich die beiden bereits existierenden Vereine BK Qviding und Fräntorps IF vereinigten. Diese beiden Vereine hatten schon seit den 1940er bzw. 1950er Jahren existiert. Der Name Qviding rührt von einer Göteborger Straße (Qvidingsgatan) her, wo viele der ursprünglichen Mitglieder des BK Qviding wohnten.
Mit dem Erreichen des ersten Platzes der drittklassigen Division 2 Västra Götaland in der Saison 2005, konnte sich die A-Mannschaft erstmals für die Superettan qualifizieren. Am Ende der Zweitligasaison 2007 stieg der Klub sofort wieder ab, schaffte aber die direkte Rückkehr. Nach zwei Jahren Zweitklassigkeit folgte der erneuten Abstieg. Am Ende der Drittligaspielzeit 2010 erreichte die Mannschaft als Vizemeister hinter IFK Värnamo die Relegationsspiele gegen Östers IF. Zwar setzte sich der gegnerische Klub mit 2:0- respektive 2:1-Siegen durch, erhielt jedoch keine Zweitligalizenz und somit stieg Qviding FIF am grünen Tisch auf. In der Zweitligasaison 2011 gelang jedoch nur ein Saisonsieg, so dass der Göteborger Klub als abgeschlagenes Schlusslicht erneut direkt wieder abstieg.
Qviding FIF spielte in der Folge in der Division 1 gegen den Abstieg in die Viertklassigkeit, hielt sich aber zunächst mehrere Spielzeiten auf dem Spielniveau. Nach finanziellen Schwierigkeiten und der Insolvenz wurde der Klub für die Spielzeit 2018 in die Fünftklassigkeit eingestuft. Nach zwei direkten Aufstiegen gelang der Durchmarsch in die Drittklassigkeit, wo die Mannschaft in der Spielzeit 2020 den letzten Nichtabstiegsplatz der Südstaffel belegte. Am Ende der Spielzeit 2022 folgte der Abstieg in die viertklassige Division 2 Västra Götaland.

## Stadion
Qviding FIF spielte ursprünglich im Torpavallen. Das im Göteborger Stadtteil Sävenäs gelegene Stadion bot knapp 1000 Zuschauern Platz. Nach dem Zweitligaaufstieg wechselte der Klub seine Heimspielstätte zum Valhalla idrottsplats, das vormalige Stadion sowie die zugehörigen Trainingsplätze wurden abgerissen und überbaut. Als neues Trainingsgelände wurde der Härlanda Park geschaffen, dort spielte die Mannschaft zudem zeitweise nach dem Abstieg in die Fünftklassigkeit. Neben dem Valhalla idrottsplats nutzt der Klub teilweise auch die Bravida Arena, die Heimspielstätte des Erstligisten BK Häcken.

## Bekannte Spieler
- Björn Andersson
- Dan Corneliusson
- Andreas Holmberg
- Peter Nilsson
- Tobias Sana